# ホワイトホール
ホワイトホール (英: white hole) は、ブラックホール解を時間反転させたアインシュタイン方程式の解として、一般相対性理論で理論上議論される天体である。
ブラックホールは事象の地平線を越えて飛び込む物質を再び外部へ逃さずにすべてを呑み込む領域であるが、ホワイトホールは事象の地平線から物質を放出する。加速度の符号は時間反転に対して保存されるので、どちらも重力（引力）が起因する現象であるが、ホワイトホールの重力はブラックホールと同等なため、放出された物質が再び引き戻されて事象の地平面へ降り積もった結果、ホワイトホールの外側にブラックホールの領域が形成されるとする説もある。

## ホワイトホールの実在性
ホワイトホールの存在は決定的ではないが、2006年に観測されたGRB 060614は初めてホワイトホールの存在を示唆した。
ホワイトホールはあらゆる物質を放出する天体と定義される。しかし、この定義では、ホワイトホールはやがては物質を放出しつくし消滅してしまう。このため、かつては「ホワイトホールが発見されていないのは、既に全部消滅したから」と説明されてきた。だが、この説明どおりにホワイトホールを解釈すると、ビッグバン以前にホワイトホールは既に存在していなければならない、という矛盾が発生する。また、ブラックホールとホワイトホールが、一方通行のワームホールを通じて繋がっているため、ブラックホールに吸い込まれた物質が、ホワイトホールから放出される、という仮説も存在するが、この仮説にはブラックホールに吸い込まれた物質がその後どうなるのかについて説明できない、という矛盾も存在している。これらの点から、ホワイトホールは数学的解釈により想像された架空の天体に過ぎず、現実には存在しない、とする説が支持されている。
ブラックホール熱力学は、ホーキング放射によってブラックホールが最終的には蒸発することを予言するが、このプロセスも時間反転に対して対称であるため、熱的平衡にあるブラックホールの時間反転解もブラックホール解である。そうであるなら、ブラックホールとホワイトホールは同じ天体として解釈され得る。